# 領石通停留場
領石通停留場（日语：／ Ryoseki dori teiryūjō */?），是位於高知縣高知市大津，土佐電交通後免線的電車站。在資訊上會顯示此電車站為「大津領石通」。
此條目也會記述於此電車站附近曾經存在的大津停留場（日语：／）。

## 歷史

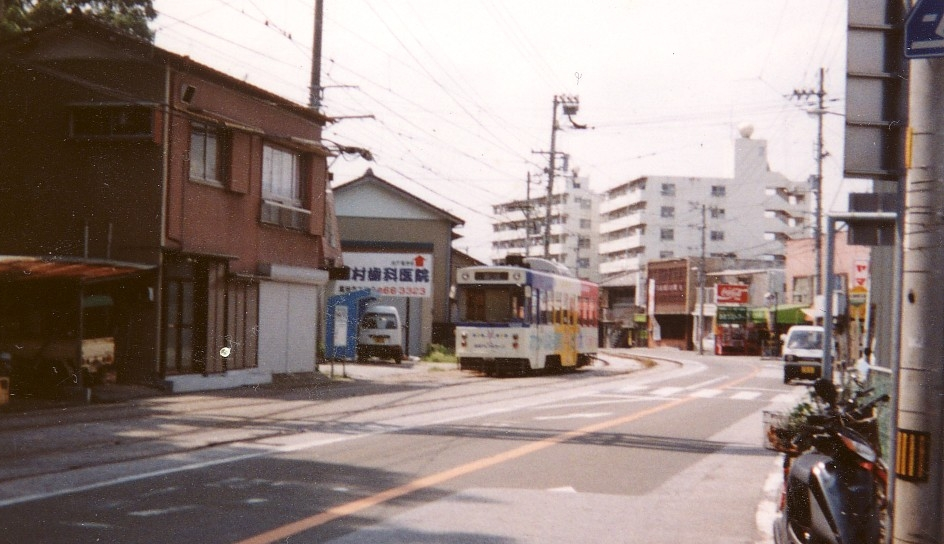
遷移前的電車站（1996年）

此電車站在1910年（明治43年）12月，由土佐電交通的前身土佐電氣鐵道鹿兒停留場至大津停留場之間開通，此電車站同時啟用。大津停留場位於此電車站靠近後免町一方0.4公里處。在翌年1911年1月，電車線向後免町一方延伸至後免中町通停留場。而大津停留場於1912年後廢止。
在2003年（平成15年），隨著在北方流過的舟入川進行河流改善工程，道路也進行擴寬，此電車站附近的後免線路軌改用新線。此電車站也進行遷移。
- 1910年（明治43年）12月4日 - 鹿兒至大津之間開通，土佐電氣鐵道此電車站啟用[2][3]。
- 1911年（明治44年）1月27日 - 大津至後免中町通之間區間開通[2][3]。
- 1912年後 - 大津停留場廢止[3]。
- 1984年（昭和59年）11月1日 - 新設渡線，20班電車班次於此站折返往高知市內。
- 2003年（平成15年） - 隨著進行護岸工程而改用新路軌。播磨屋橋方向月台於6月21日，後免町方向月台於7月5日遷移現時的位置。
- 2014年（平成26年）10月1日 - 土佐電氣鐵道、高知縣交通（日语：高知県交通）和土佐電Dream Service（日语：土佐電ドリームサービス）合併，土佐電交通成立[5]。成為土佐電交通的電車站。

## 電車站構造

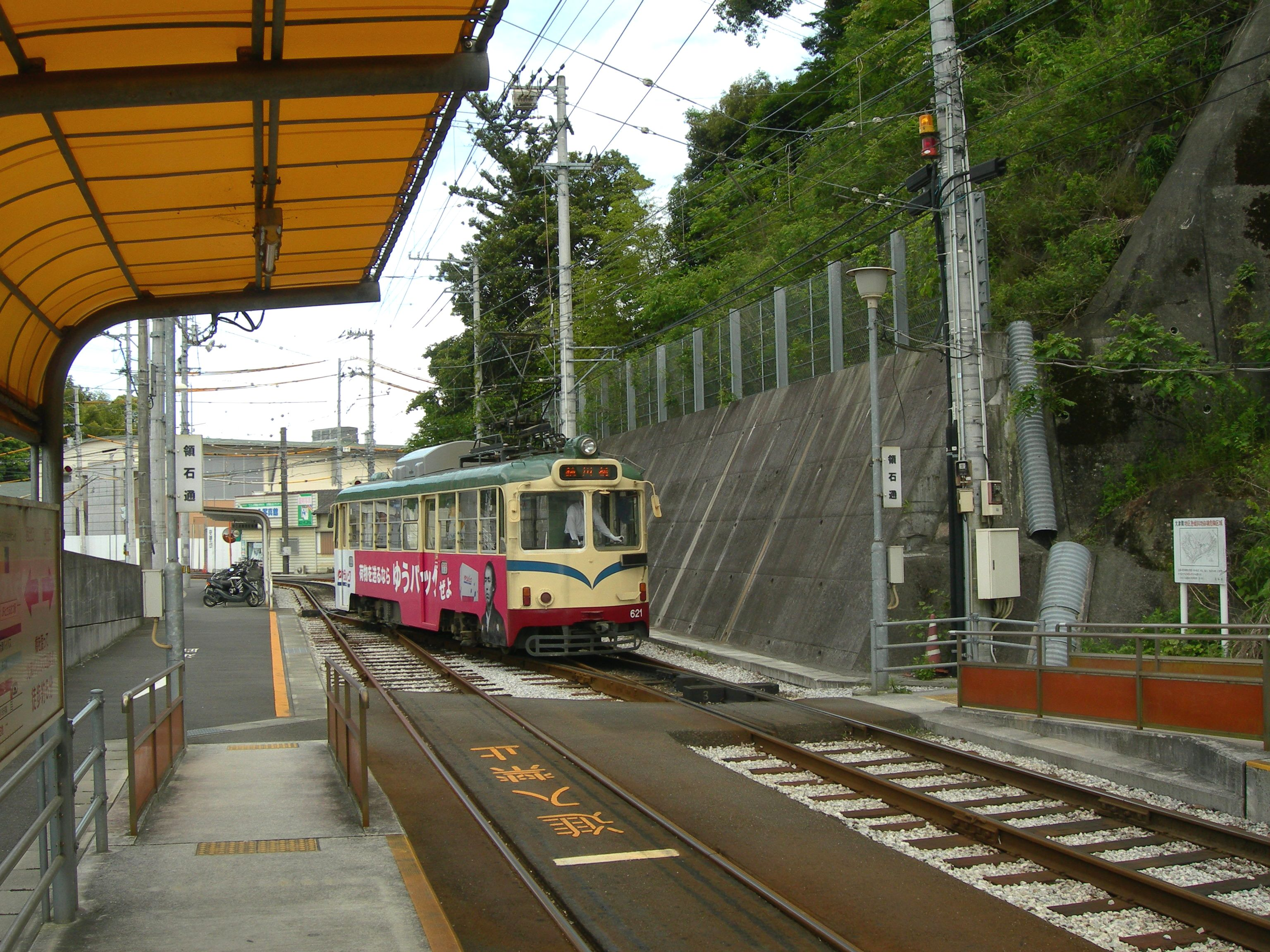
渡線

電車站是建造在專用路軌上，設有2面2線的相對式乘車處。電車站北邊為後免町方向，南邊為播磨屋橋方向。播磨屋橋方向月台設有職員（乘務員）、男女兼用的廁所（濕廁）。此電車站設置了單車停泊處。
在後免町一方設有渡線。日間設有電車班次折番往播磨屋橋方向。

## 電車站周邊
電車站於附近高校，較多來自住宅的乘客使用此電車站。電車站也鄰近岡豐町八幡地區和南國市部分地周。
電車站名「領石」是取自根曳峠登嶺口中南國市的地名。此站以北延伸可到達舊區「領石」。
- 四國旅客鐵道（JR四國）土讚線土佐大津站
- 國道195號（日语：国道195号）
- 高知縣道252號八幡大津線（日语：高知県道252号八幡大津線）
- 高知縣道374號高知南國線（日语：高知県道374号高知南国線）
- 高知縣立岡豐高等學校（日语：高知県立岡豊高等学校）
- 岡豐城
- 舟入川

## 相鄰電車站
土佐電交通
後免線
清和學園前－領石通－北浦

## 注腳
1. 1 2 3  《土佐電鉄が走る街 今昔》87頁
2. 1 2 3 4  《土佐電鉄が走る街 今昔》100・156-158頁
3. 1 2 3 4 5 6 7  今尾惠介（監修）. . 11 中国四国. 新潮社. 2009: 61. ISBN 978-4-10-790029-6 （日语）.
4. 1 2  服部重敬（編著）. . 山海堂. 2006: 294. ISBN 4-381-01816-8 （日语）.
5. ↑  上野宏人. . 毎日新聞 (毎日新聞社). 2014-10-02 （日语）.
6. 1 2 3  川島令三. . 【図説】 日本の鉄道. 第2巻 四国西部エリア. 講談社. 2013: 35・91頁. ISBN 978-4-06-295161-6 （日语）.
7. 1 2  川島令三.  四国篇. 草思社. 2007: 292. ISBN 978-4-7942-1615-1 （日语）.
8. 1 2  . 高知新聞社. 1998: 10. ISBN 4-87503-268-4 （日语）.